# 旧後藤家住宅 (郡山市)
旧後藤家住宅（きゅうごとうけじゅうたく）は、福島県郡山市にある、明治時代に建てられた当時の古民家である。現在は郡山市のアルファクラブが所有し、日本料理店 和一席 成庵（なごみいっせきせいあん）として営業している。

## 概要
1869年（明治2年）頃、当時の後藤家当主「後藤平十郎」によって建立。内部では欅をふんだんに使った構造材や建具を見ることができる他、洋間では蛇腹漆喰造形の廻縁や蛇腹造形の化粧額縁などを見ることができる。
1972年（昭和47年）10月23日には「明治中期の建築、豪農洋風民家の代表」として郡山市指定重要文化財に指定されるが、1983年（昭和58年）にアルファクラブに転売され、現在地に移築される際に指定から除外された。
現在は市内の桜の名所の一つとして知られる酒蓋公園に隣接した丘の上に建ち、日本料理店 和一席 成庵として利用されている。

## アクセス
- JR東北本線郡山駅11番バス乗り場よりバス三中経由菜根三丁目行きで荒池下車、またはコスモス循環池の台先回りで郡山図書館下車、徒歩6分。
- 東北自動車道郡山ICから車で約15分、駐車場あり[3]。

## 周辺
- 酒蓋公園 - 敷地に隣接、約350本の桜

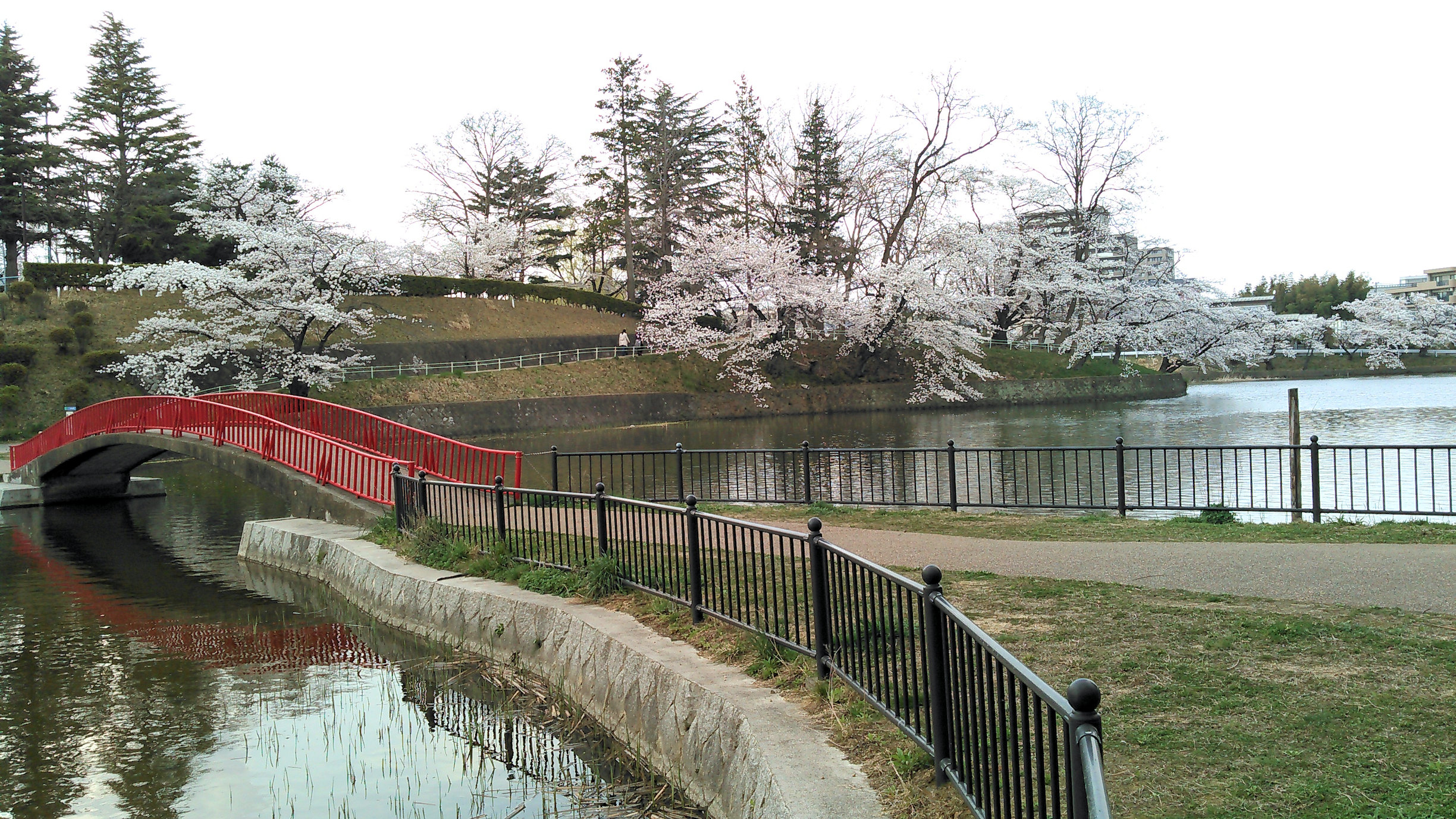
隣接する酒蓋公園

- 荒池公園 - 道路や荒池西公園などを挟んで隣接、同じく桜の名所
- 郡山市郡山公会堂